# 二藤建人
二藤 建人（にとう けんと、1986年 - ）は、日本の現代アーティスト。

## 概要
1986年埼玉県生まれ。
武蔵野美術大学造形学部彫刻学科卒業後、東京芸術大学大学院彫刻専攻を修了。
2019年、第19回岡本太郎現代芸術賞入選。

## 個展
- 2018年　「ヘルニア」gallery N神田社宅（東京）、gallery N （愛知）
- 2017年　「たゞ吹き抜ける風」Art Center Ongoing（東京）
- 2017年　「凍てつく雲のふわふわ」gallery N神田社宅（東京）
- 2015年　「私の愛は私の重さである」gallery N （愛知）
- 2013年　「山頂の谷底に触れる」gallery N （愛知）
- 2012年　「standpoint / かつての真上」gallery N （愛知）
- 2010年　「洗い流せるものじゃない！」gallery N （愛知）[2]

## グループ展
- 「In a Grove」LEESAYA（2020）
- 「NEW VISION SAITAMA 5 迫り出す身体」埼玉県立近代美術館（2016）
- 「あいちトリエンナーレ2016」東岡崎駅ビル3F（2016）[3]